# Ганебуктен

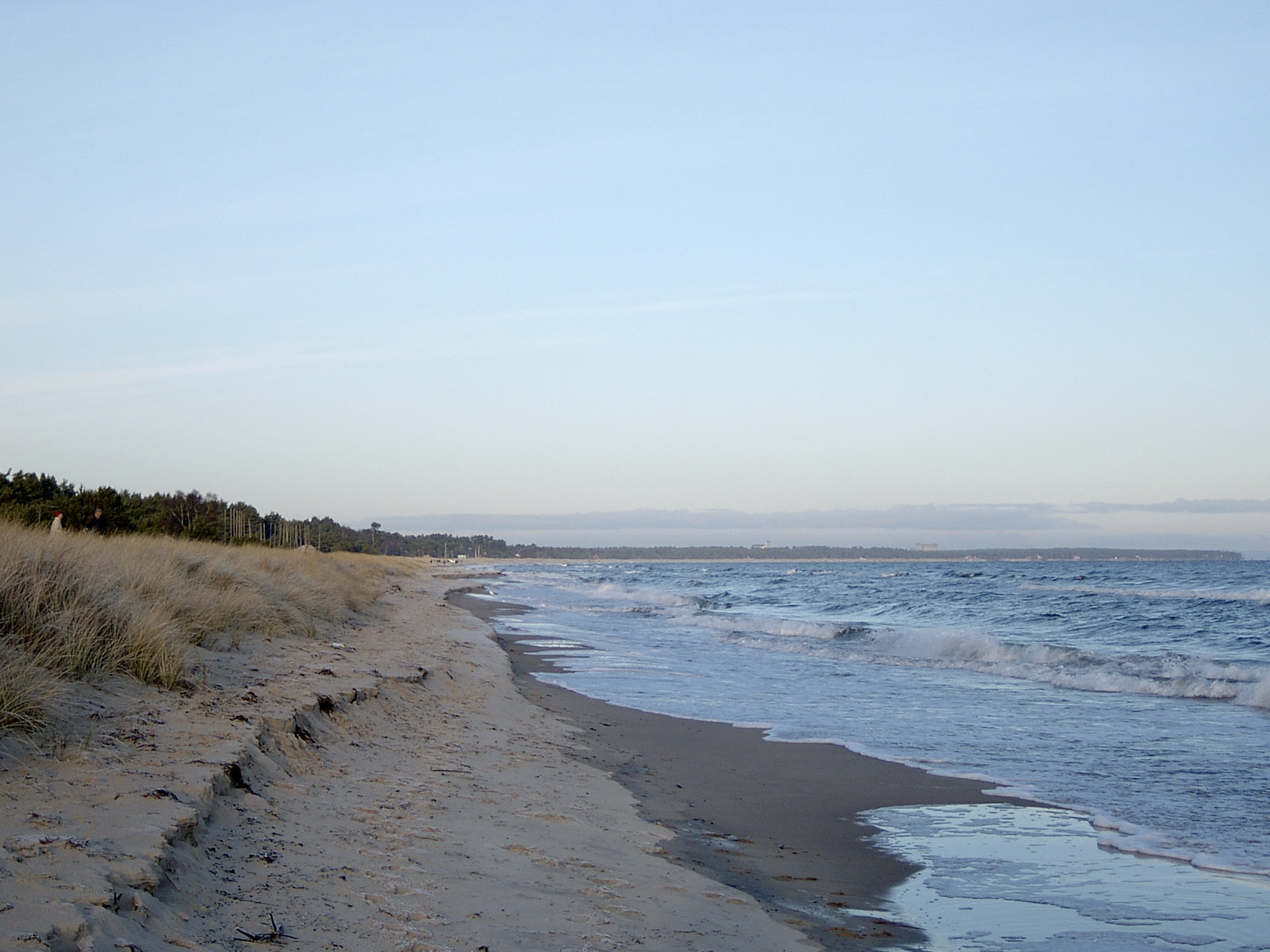
На березі бухти Ганебуктен біля села Інгше комуни Крістіанстад лену Сконе

Ганебуктен (швед. Hanöbukten) — бухта на півдні Швеції, у Балтійському морі, між островом Гане і горою Стенсхувуд на східному березі лену Сконе. На північному сході від бухти Ганебуктен розташована бухта Пукавіксбуктен.